# Revelations of the Black Flame
Revelations of the Black Flame è il quarto album del gruppo musicale black metal norvegese 1349, pubblicato nel 2009.

## Tracce
1. Invocation - 6:13
2. Serpentine Sibilance - 4:35
3. Horns - 3:04
4. Maggot Fetus... Teeth Like Thorns - 3:46
5. Misanthropy - 3:33
6. Uncreation - 6:59
7. Set the Controls for the Heart of the Sun (Pink Floyd cover) - 6:13
8. Solitude - 3:38
9. At the Gate... - 6:52

Works of Fire – Forces of Hell Live Stockholm 2005 (in edizione limitata)
1. Hellfire - 5:47
2. Chasing Dragons - 6:33
3. Satanic Propaganda - 3:14
4. I Am Abomination - 4:13
5. Manifest - 5:06
6. Slaves to Slaughter - 8:55